# Myiophagus characeus
Myiophagus characeus är en svampart som beskrevs av Kiran & Dayal 1997. Myiophagus characeus ingår i släktet Myiophagus, ordningen Chytridiales, klassen Chytridiomycetes, divisionen pisksvampar och riket svampar.   Inga underarter finns listade i Catalogue of Life.